# جمال القبندی
جمال القبندی (انگلیسی: Jamal Al-Qabendi؛ زادهٔ ۷ آوریل ۱۹۵۹) بازیکن سابق فوتبال اهل کویت است.
وی عضو تیم ملی فوتبال کویت در جام جهانی فوتبال ۱۹۸۲ بوده است.